# Cihelna Blovice
Cihelna Blovice byl areál průmyslových budov u blovického nádraží na jižním Plzeňsku, kterému vévodí 40 metrů vysoký zděný komín. Areál umístěný na úpatí vrchu Dubí byl na konci roku 2021 zdemolován z důvodu havarijního stavu jednotlivých budov. Výroba cihel a dalších keramických výrobků zde probíhala mezi lety 1921 a 1996.

## Historie
Budova cihelny byla postavena v roce 1921. Původní majitel byl nucen kvůli hospodářské krizi areál prodat Legiobance, 3. dubna 1924 pak zde vznikl závod Keramika, společnost s ručením omezeným. Vyráběly se zde plné cihly, střešní tašky, drenážní a vodovodní trubky. V roce 1947 byla cihelna připojena k novému průmyslovému transformátoru (spolu s pilou a firmou LEKOV). Na jaře 1948 byl při práci smrtelně zraněn zavalením Vojtěch Vokoun z Únětic.
V únoru 1948 byl areál majiteli p. Ulčovi znárodněn a výrobu převzaly Západočeské cihelny, národní podnik. V roce 1954 celý areál vyhořel, avšak byl rychle obnoven. V roce 1955 pak proběhl průzkum, který nedoporučoval další provoz kvůli malé kvalitě cihlářských surovin, které jsou použitelné jen k výrobě málo jakostních plných nemrazuvzdorných cihel. Zásoby jílu byly odhadnuty na 469 746 m3 v kategorii BB.
I přes nedoporučující postoj Nerudného průzkumu Brno byla cihelna rozšířena v druhé půli 50. let o další budovu pro administrativu a o sušárnu. Přísun jílu z nedalekého vrchu Dubí zajišťovala dvě korečková rypadla. V roce 1984 se zde vyrobilo 375 000 cihel plného formátu měsíčně. Výroba byla zastavena z ekonomických důvodů až v devadesátých letech (zásoby jílu podle výpočtů z roku 1984 stačily do roku 1995).
V roce 1990 byla cihelna vrácena potomkům původního majitele a ředitelem se stal Jaroslav Sedláček z Blovic; provoz tou dobou zaměstnával 28 pracovníků. Roční výroba dosahovala 4 663 000 cihel (21 449 tun). Technologie výroby byla však tou dobou považována za zastaralou. Až do roku 1995 je však areál zatížen majetkoprávními spory mezi Západočeskými cihelnami a novými majiteli. Po jejich vyřešení je areál odprodán Romanu Maškovi z Dobříše za částku zhruba 20 milionů korun, který s 23 pracovníky pokračuje ve výrobě. Plánovaná denní výroba, okolo 14 000 cihel, však není opakovaně plněna (reálná produkce 10 000 cihel nepostačovala na ziskový provoz areálu), což ústí v krach společnosti a nutný odprodej v roce 1996 panu Václavu Pustinovi z Prahy, který zde zakládá firmu Halord s. r. o. Tato firma však pokračuje ve výrobě pouhé čtyři měsíce, než dojde opět k výrazným finančním problémům. Výroba je pak definitivně zastavena 31. prosince 1996 s tím, že budoucí úvěr od IPB na rekonstrukci areálu má pomoci k budoucímu ziskovému provozu.

### Demolice areálu
Více než 9hektarový areál koupilo město Blovice v září 2020 za cenu necelých 8 milionů korun. Účelem je demolice areálu a vytvoření městské relaxační zóny a parku. Demolice proběhla v roce 2021.

## Natura 2000
Od roku 1995 se v areálu koná sraz historických vojenských vozidel nazvaný Blovický smyk. Specifické prostředí opuštěného průmyslového objektu a motokrosové dráhy totiž vyhovuje vzácnému druhu obojživelníka – kuňce žlutobřiché, která podobné lokality vyhledává. Z tohoto důvodu byla motokrosová dráha v blovické cihelně zařazena do seznamu přírodních lokalit Natura 2000.

## Vlečka do cihelny
Vlečka do areálu cihelny je dlouhá 185 metrů, která je od roku 2006 provozována soukromou firmou a vlastněna třemi fyzickými osobami. Vlečka je zaústěna do celostátní dráhy výhybkou č. C1 v km 325,245 trati č. 191 (Plzeň - České Budějovice). Spád vlečky je 4 promile. Na km 0,056 se nachází nechráněný železniční přejezd osazený výstražnými kříži křížící ulici U Nádraží. Místem odevzdávky a přejímky je část vlečkové koleje od km 0,060 vlečky do km 0,185 vlečky (zarážedlo kusé koleje). V současné době (2021) se tato vlečka prakticky nepoužívá, i když formálně stále existuje. V rámci projektu modernizace a zdvojkolejnění tratě č. 191 (a s tím i blovického nádraží) je však s existencí vlečky stále počítáno (dle projektu z roku 2018). Městské zastupitelstvo rozhodlo v červnu 2022 o jejím zakoupení a úředním zrušení.

## Úzkorozchodná železnice v areálu cihelny
Cihelna taktéž provozovala svojí úzkorozchodnou dráhu o rozchodu 600 mm, která však byla v roce 1999 rozebrána a prodána do šrotu. Zachránit se podařilo jen lokomotivu MD2 z roku 1940 a tři výklopné vozíky, které se nacházejí v péči Staroplzenecké železnice.